# Fushaw romanizado
Fushaw romanizado, a.k.a. Bàng-uâ-cê (BUC para curto prazo; Escrita chinesa: 平話字) ou Hók-ciŭ-uâ Lò̤-mā-cê (Escrita chinesa: 福州話羅馬字) é uma ortografia romanizada para o dialeto Fuzhou aprovada em meados do século XIX por missionários ocidentais. Tinha variação em momentos diferentes, e tornou-se padronizada várias décadas mais tarde. O fushaw romanizado foi utilizado principalmente dentro dos círculos da Igreja, e foi ensinado em algumas escolas-Missão de Fuzhou. Mas ao contrário do seu homólogo Peh-Oe-ji para a língua min meridional, o fushaw romanizado, mesmo em seus primeiros dias, não era universalmente entendida pelos cristãos.